# Willie Mason

a Compétitions nationales et continentales officielles uniquement.

b Matchs officiels uniquement.
Dernière mise à jour le 11 octobre 2011.
William Marshall Mason , né le 15 avril 1980 à Auckland, (Nouvelle-Zélande) est un joueur australien  de rugby à XIII, originaire des iles Tonga, 24 fois International pour l'Australie entre 2001 et 2008, qui après un bref passage au rugby à XV en 2011, est revenu au XIII en NRL de 2012 à 2015 avant de signer pour 2016 aux Dragons Catalans, l'équipe de Super League de rugby à XIII de Perpignan.

## Biographie
Il a été international tongien , puis australien de rugby à XIII. Il a débuté pour les Canterbury Bulldogs dans la National Rugby League, avec lesquels il a remporté la saison 2004 de la NRL et la Clive Churchill Medal. Ensuite, il part pour les Sydney Roosters durant deux saisons. En 2010, il signe un contrat d'un an pour les North Queensland Cowboys. L'année suivante, il tente sa chance dans la Super League britannique avec le club de Hull KR. 
Au mois de mai 2011, il change de code et s'engage pour le club français de rugby à XV du RC Toulon. Le 28 mai 2011, il dispute son premier match de XV avec les Barbarians britanniques face au XV de la rose au stade de Twickenham. Le samedi 4 juin, il participe à la deuxième victoire de la tournée des Barbarians, cette fois contre le Pays de Galles, en jouant le dernier quart d'heure. Il a fait marquer un essai à son futur partenaire Mathieu Bastareaud en mystifiant la défense du Pays de Galles. Après la participation au stage d'été du RCT en altitude, Willie Mason s'est illustré dès le premier match amical de préparation en marquant trois des sept essais contre Aix-en-Provence. Mais il ne joue qu'un seul match de top 14 contre Montpellier (défaite 6-13). Au mois de décembre il quitte Toulon en accord avec le président du club.
Après cette brève et quelque peu fantasque incursion dans le XV européen, il a rejoint en 2012 son sport de toujours, le rugby à XIII. Il rejoue en NRL australienne pour Newcastle puis pour Manly, avant de signer pour une dernière saison, à 36 ans, aux Dragons Catalans en Super League européenne.

## Carrière

### En club
Rugby à XIII
- 2000-2007 : Bulldogs
- 2008-2009 : Roosters
- 2010 : Cowboys
- 2011 : Hull KR
- 2012-2014 : Newcastle Knights
- 2014-2015 : Manly Sea Eagles
- 2016 : Dragons Catalans

Rugby à XV
- 2011 : RC Toulon

## Palmarès

### En club
- Vainqueur de la National Rugby League 2004.

### Personnel
- Vainqueur de la Clive Churchill Medal 2004.
- 24 sélections en équipe d'Australie de rugby à XIII (Kangaroos)